# Andrea Ullmann
Andrea Ullmann verheiratet Kanzler (* 4. Februar 1964 in Jugenheim) ist eine deutsche Tischtennisspielerin. In den 1980er Jahren spielte sie 10 Jahre lang in der Damenbundesliga. Zweimal nahm sie an Weltmeisterschaften und mehreren internationalen Meisterschaften der Damen teil.
Andrea Ullmann spielte zunächst im Verein TTC Eintracht Pfungstadt. Beim Bundesranglistenturnier der Schülerinnen kam sie 1980 auf Platz 4. Ein Jahr später wurde sie bei den Deutschen Schülermeisterschaften Dritte im Doppel. 1981 nahm sie an der Jugend-Europameisterschaft in Topolcany teil.
Später schloss sie sich später dem TV Großen-Linden an, wo sie bis 1983 blieb. Danach wechselte sie zur FTG Frankfurt in die 1. Bundesliga. Nach ihrer Heirat mit Jürgen Lieder 1987 trat sie unter dem Namen Andrea Lieder auf. Bei deutschen Meisterschaften belegte sie im Einzel 1983 Platz 4 und 1989 Platz 3, im Doppel 1982 und 1983 jeweils mit Anja Spengler Platz 3 sowie 1990 mit Anke Schreiber Platz 2. Mit FTG Frankfurt wurde sie 1986 und 1987 deutscher Mannschaftsmeister. 1989 wechselte sie zum Verein TuS Jahn Soest, 1992 zum TTC GW Staffel.
1983 wurde sie zur WM in Tokio nominiert. Dass sie dabei den Vorzug vor Anke Olschewski erhielt wurde in Fachkreisen vielfach kritisiert (siehe dazu Tischtennisweltmeisterschaft 1983#Mannschaftswettbewerb Damen). Hier absolvierte sie ihr einziges Länderspiel, dabei verlor sie gegen die Jugoslawin Gordana Perkučin. 1989 qualifizierte sie sich durch Platz 7 beim DTTB TOP-12 Turnier für die WM 1989 in Dortmund, wo sie an den Individualwettbewerben teilnahm.
Im Jahr 1998 beendete sie ihre aktive Tischtenniszeit und arbeitet nun als Pharmazeutin in einer Apotheke.
Sie ist verheiratet und hat eine Tochter.

## Turnierergebnisse
| Verband | Turnier           | Jahr | Ort      | Land | Einzel    | Doppel    | Mixed      | Team |
| ------- | ----------------- | ---- | -------- | ---- | --------- | --------- | ---------- | ---- |
| FRG     | Weltmeisterschaft | 1983 | Tokio    | JPN  | letzte 64 | letzte 64 | Qual       | 10   |
| FRG     | Weltmeisterschaft | 1989 | Dortmund | FRG  | Qual      | Qual      | letzte 128 |      |